# Langston Walker
Langston Brandon Walker (født 3. september 1979 i Oakland, Californien, USA) er en tidligere amerikansk footballspiller, der spillede i NFL som tackle for henholdsvis Buffalo Bills og Oakland Raiders. Han blev draftet til ligaen i 2002 af Raiders, og sluttede i 2010 samme sted.

## Klubber
- Oakland Raiders (2002–2006)
- Buffalo Bills (2007–2008)
- Oakland Raiders (2009–2010)